# Jewgienij Ustiugow
Jewgienij Romanowicz Ustiugow (ros. Евгений Романович Устюгов, ur. 4 czerwca 1985 r. w Krasnojarsku) – rosyjski biathlonista, trzykrotny medalista olimpijski i dwukrotny medalista mistrzostw świata.

## Kariera
Pierwsze sukcesy osiągnął w 2006 roku, zdobywając trzy medale na mistrzostwach świata juniorów w Presgue Isle. Wygrywał tam w biegu indywidualnym oraz w biegu pościgowym, a w sztafecie zdobył srebrny medal.
W 2008 roku wygrał zawody zaliczane do Pucharu IBU. Wynik ten oraz słabsze starty zawodników pierwszej reprezentacji skutkowały debiutem w Pucharze Świata. Miało to miejsce 10 stycznia 2009 roku w Oberhofie, gdzie zajął 43. miejsce w sprincie. Pierwsze punkty wywalczył tydzień później w Ruhpolding, zajmując 28. miejsce w tej samej konkurencji. Na podium zawodów tego cyklu po raz pierwszy stanął 11 grudnia 2009 roku w Hochfilzen, kończąc rywalizację w sprincie na trzeciej pozycji. W zawodach tych wyprzedzili go jedynie Ole Einar Bjørndalen z Norwegii i kolejny Rosjanin - Nikołaj Krugłow. W kolejnych startach jeszcze 11 razy stawał na podium, odnosząc przy tym trzy zwycięstwa: 20 grudnia 2009 roku w Pokljuce wygrał bieg pościgowy, 9 stycznia 2010 roku w Oberhofie triumfował w sprincie, a 21 lutego 2010 roku w Whistler był najlepszy w biegu masowym. Po tym drugim triumfie został liderem klasyfikacji generalnej PŚ. Ostatnie pucharowe podium wywalczył 9 marca 2014 roku w Pokljuce, zajmując trzecie miejsce w biegu masowym.
Najlepsze wyniki osiągnął w sezonie 2009/2010, kiedy zajął czwarte miejsce w klasyfikacji generalnej oraz zdobył Małą Kryształową Kulę za zwycięstwo w klasyfikacji biegów masowych. Ponadto w sezonie 2012/2013 był trzeci w klasyfikacji sprintu, a w sezonie 2013/2014 to samo miejsce zajął w klasyfikacji biegu indywidualnego.
W 2010 roku wystąpił na igrzyskach olimpijskich w Vancouver. Zdobył tam tytuł mistrza w biegu ze startu wspólnego, wyprzedzając Francuza Martina Fourcade'a i Pavola Hurajta ze Słowacji. Został tym samym pierwszym Rosjaninem w historii, który został mistrzem olimpijskim w tej konkurencji. Parę dni później zdobył też wspólnie z Iwanem Czeriezowem, Antonem Szypulinem i Maksimem Czudowem brązowy medal w sztafecie.  Był tam również czwarty w biegu indywidualnym, przegrywając walkę o podium z Siarhiejem Nowikauem z Białorusi. Na rozgrywanych cztery lata później igrzyskach w Soczi razem z Szypulinem, Dmitrijem Małyszko i Aleksiejem Wołkowem zwyciężył w sztafecie. Indywidualnie jego najlepszym wynikiem było piąte miejsce w biegu pościgowym. W międzyczasie zdobył dwa srebrne medale podczas mistrzostw świata w Chanty-Mansyjsku. Najpierw sztafeta rosyjska w składzie Anton Szypulin, Jewgienij Ustiugow, Maksim Maksimow i Iwan Czeriezow zajęła drugie miejsce. Dzień później Ustiugow był drugi w biegu masowym, rozdzielając na podium Emila Hegle Svendsena z Norwegii i Włocha Lukasa Hofera.
5 kwietnia 2014 roku ogłosił zakończenie kariery.
W 2020 roku na skutek dyskwalifikacji został pozbawiony  medali z igrzysk olimpijskich w Vancouver.

## Osiągnięcia

### Zimowe igrzyska olimpijskie
| Rok  | Miejscowość | Konkurencje | Konkurencje | Konkurencje | Konkurencje | Konkurencje | Konkurencje | Konkurencje |
| Rok  | Miejscowość | IN          | SP          | PU          | MS          | RL          | MR          | SR          |
| ---- | ----------- | ----------- | ----------- | ----------- | ----------- | ----------- | ----------- | ----------- |
| 2010 | Vancouver   | 4.          | 15.         | 15.         | 1.          | 3.          | nd.         | –           |
| 2014 | Soczi       | 37.         | 16.         | 5.          | 19.         | 1.          | nd.         | –           |

### Mistrzostwa świata
| Rok  | Miejscowość     | Konkurencje | Konkurencje | Konkurencje | Konkurencje | Konkurencje | Konkurencje | Konkurencje |
| Rok  | Miejscowość     | IN          | SP          | PU          | MS          | RL          | MR          | SR          |
| ---- | --------------- | ----------- | ----------- | ----------- | ----------- | ----------- | ----------- | ----------- |
| 2009 | Pjongczang      | 55.         | 47.         | 20.         | –           | 6.          | –           | –           |
| 2011 | Chanty-Mansyjsk | 13.         | 29.         | 12.         | 2.          | 2.          | –           | –           |
| 2012 | Ruhpolding      | 50.         | 30.         | DNS         | 10.         | –           | –           | –           |
| 2013 | Nové Město      | 48.         | 9.          | 16.         | 16.         | 4.          | –           | –           |

### Mistrzostwa świata juniorów
| Rok  | Miejscowość  | Konkurencje | Konkurencje | Konkurencje | Konkurencje | Konkurencje | Konkurencje | Konkurencje |
| Rok  | Miejscowość  | IN          | SP          | PU          | MS          | RL          | MR          | SR          |
| ---- | ------------ | ----------- | ----------- | ----------- | ----------- | ----------- | ----------- | ----------- |
| 2005 | Kontiolahti  | 12.         | 42.         | 36.         | nd.         | ?.          | nd.         | –           |
| 2006 | Presque Isle | 1.          | 4.          | 1.          | nd.         | 2.          | nd.         | –           |

### Puchar Świata

#### Miejsca w klasyfikacji generalnej
| Sezon     | Miejsce |
| --------- | ------- |
| 2008/2009 | 33.     |
| 2009/2010 | 4.      |
| 2010/2011 | 15.     |
| 2011/2012 | 13.     |
| 2012/2013 | 6.      |
| 2013/2014 | 19.     |

#### Miejsca na podium w zawodach Pucharu Świata
| Lp. | Dzień       | Rok  | Miejscowość       | Konkurencja                | Lokata | Pudła   | Czas biegu | Strata | Zwycięzca            |
| --- | ----------- | ---- | ----------------- | -------------------------- | ------ | ------- | ---------- | ------ | -------------------- |
| 1.  | 11 grudnia  | 2009 | Hochfilzen        | Sprint na 10 km            | 3.     | 0+1     | 26:24,1    | +10,0  | Ole Einar Bjørndalen |
| 2.  | 20 grudnia  | 2009 | Pokljuka          | Bieg pościgowy na 12,5 km  | 1.     | 0+1+1+0 | 34:50,9    | –      | –                    |
| 3.  | 9 stycznia  | 2010 | Oberhof           | Sprint na 10 km            | 1.     | 0+3     | 28:45,0    | –      | –                    |
| 4.  | 16 stycznia | 2010 | Ruhpolding        | Bieg masowy na 15 km       | 2.     | 0+0+0+1 | 39:24,65   | +5,1   | Emil Hegle Svendsen  |
| 5.  | 21 lutego   | 2010 | Whistler          | Bieg masowy na 15 km       | 1.     | 0+0+0+0 | 35:35,7    | –      | –                    |
| 6.  | 12 marca    | 2011 | Chanty-Mansyjsk   | Bieg masowy na 15 km       | 2.     | 0+0+0+0 | 38:47,7    | +5,0   | Emil Hegle Svendsen  |
| 7.  | 20 marca    | 2011 | Oslo/Holmenkollen | Bieg masowy na 15 km       | 2.     | 0+0+0+1 | 39:08,0    | +0,4   | Emil Hegle Svendsen  |
| 8.  | 7 stycznia  | 2012 | Oberhof           | Sprint na 10 km            | 3.     | 0+0     | 26:02,3    | +4,8   | Arnd Peiffer         |
| 9.  | 12 stycznia | 2013 | Ruhpolding        | Sprint na 10 km            | 2.     | 0+0     | 34:07,9    | +16,4  | Martin Fourcade      |
| 10. | 9 marca     | 2013 | Soczi             | Sprint na 10 km            | 2.     | 0+1     | 25:59,6    | +42,3  | Martin Fourcade      |
| 11. | 11 stycznia | 2014 | Ruhpolding        | Bieg indywidualny na 20 km | 3.     | 0+1+0+0 | 49:15,0    | +16,5  | Emil Hegle Svendsen  |
| 12. | 9 marca     | 2014 | Pokljuka          | Bieg masowy na 15 km       | 3.     | 0+0+0+0 | 35:31,8    | +12,5  | Björn Ferry          |